# Jeanne Waltz
Pour les articles homonymes, voir Waltz.
Jeanne Hélène Emmanuelle Waltz, née le 12 août 1962 à Bâle est une réalisatrice et scénariste suisse.

## Biographie
Jeanne Waltz naît en 1962 à Bâle. De 1981 à 1988, elle étudie la philologie japonaise à Berlin où elle gére un petit cinéma.
En 1988, elle rencontre Joaquim Pinto au Festival international du film de Berlin et lui propose un projet commun d'ouverture d'une salle de cinéma à Lisbonne. Elle se rend au Portugal et, bien que le projet ne se réalise pas, elle s'installe dans le pays et travaille comme assistante de production et décoratrice sur le film en cours de production de Joaquim Pinto, Souvenirs de la maison jaune, de João César Monteiro. Elle collabore dans l'équipe de Monteiro comme assistante décoratrice dans des films comme Le Voyage étranger de Serge Roullet, Non ou la Vaine Gloire de commander de Manoel de Oliveira, Jusqu'à la fin du monde, de Wim Wenders, ou Terra Fria, d'António Campos.
En 1990, elle réalise son premier court-métrage, Amor Forreta, suivi en 1995 de A Incubadora et en 1997 de Morte Macaca.
Elle tourne en Suisse son premier long métrage, Pas douce, sorti en France en 2007, pour lequel elle reçoit en 2008 le Prix du cinéma suisse Quartz pour son scénario.
Elle intervient comme enseignante à l'Ecole cantonale d'art de Lausanne.
Elle tourne Le vent qui siffle dans les grues, une fiction adaptée du roman éponyme de Lidia Jorge, qui sort au cinéma en Suisse en 2024 après une présentation aux Journées de Soleure, au Panorama Suisse du Festival de Locarno et au Festival de Séville Cine Europeo.

## Filmographie

### Scénariste
- 1992 : Das Tripas Coração de Joaquim Pinto
- 2000 : La Racine du cœur (A Raiz do Coração) de Paulo Rocha
- 2000 : Poisson lune (Peixe-Lua), film franco-luso-espagnol de José Álvaro Morais
- 2003 : Carême (Quaresma) de José Álvaro Morais

### Réalisatrice et scénariste
- 1995 : The Incubator
- 1997 : Morte Macaca
- 1998 : O Que Te Quero
- 1999 : La Reine du coq-à-l'âne
- 2000 : As Terças da Bailarina Gorda
- 2004 : Daqui p'ra alegria
- 2007 : Pas douce
- 2007 : Agora Tu
- 2010 : Todos Iguais a Dormir